# Washington and Lee University
Washington and Lee University is een liberal arts college in Lexington, Virginia, Verenigde Staten.

## Geschiedenis
Washington and Lee University werd in 1749 opgericht als Augusta Academy, rond 32 km ten noorden van het tegenwoordige locatie. In 1776 was het hernoemd naar Liberty Hall. In 1780 verplaatste de universiteit zichzelf naar Lexington.
In 1796 redde George Washington de universiteit met $20.000 (tot dan de grootste bedrag ooit gegeven aan een universiteit). De universiteit werd hernoemd naar Washington Academy en later naar Washington College.
Na de Amerikaanse Burgeroorlog werd Robert E. Lee president van de universiteit. Daarna werd de universiteit nogmaals hernoemd, naar Washington and Lee University.